# French Open 1994
Die 93. French Open fanden vom 23. Mai bis 5. Juni 1994 in Paris im Stade Roland Garros statt.
Titelverteidiger im Einzel waren Sergi Bruguera bei den Herren sowie Steffi Graf bei den Damen. Im Herrendoppel waren Luke und Murphy Jensen, im Damendoppel Natallja Swerawa und Gigi Fernández die Titelverteidiger. Jewgenija Manjukowa und Andrei Olchowski waren die Titelverteidiger im Mixed.
Im Herreneinzel konnte Sergi Bruguera seinen Titel erfolgreich verteidigen.  Das Dameneinzel gewann Arantxa Sánchez Vicario. Im Herrendoppel siegten Byron Black und Jonathan Stark. Im Damendoppel verteidigten Natallja Swerawa und Gigi Fernández ihren Titel. Den Titel im Mixed gewannen Kristie Boogert und Menno Oosting.

## Herreneinzel

### Setzliste
| Nr. | Spieler          | Erreichte Runde |
| --- | ---------------- | --------------- |
| 01. | Pete Sampras     | Viertelfinale   |
| 02. | Michael Stich    | 2. Runde        |
| 03. | Stefan Edberg    | 1. Runde        |
| 04. | Andrij Medwedjew | Viertelfinale   |
| 05. | Goran Ivanišević | Viertelfinale   |
| 06. | Sergi Bruguera   | Sieg            |
| 07. | Jim Courier      | Halbfinale      |
| 08. | Michael Chang    | 3. Runde        |

| Nr. | Spieler           | Erreichte Runde |
| --- | ----------------- | --------------- |
| 09. | Todd Martin       | 3. Runde        |
| 10. | Rückzug           | Rückzug         |
| 11. | Thomas Muster     | 3. Runde        |
| 12. | Petr Korda        | 1. Runde        |
| 13. | Magnus Gustafsson | 2. Runde        |
| 14. | Cédric Pioline    | 2. Runde        |
| 15. | Carlos Costa      | 2. Runde        |
| 16. | Richard Krajicek  | 3. Runde        |

## Dameneinzel

### Setzliste
| Nr. | Spielerin               | Erreichte Runde |
| --- | ----------------------- | --------------- |
| 01. | Steffi Graf             | Halbfinale      |
| 02. | Arantxa Sánchez Vicario | Sieg            |
| 03. | Conchita Martínez       | Halbfinale      |
| 04. | Martina Navratilova     | 1. Runde        |
| 05. | Jana Novotná            | 1. Runde        |
| 06. | Kimiko Date             | 1. Runde        |
| 07. | Natallja Swerawa        | Achtelfinale    |
| 08. | Gabriela Sabatini       | 1. Runde        |

| Nr. | Spielerin             | Erreichte Runde |
| --- | --------------------- | --------------- |
| 09. | Lindsay Davenport     | 3. Runde        |
| 10. | Mary Joe Fernández    | 3. Runde        |
| 11. | Anke Huber            | Achtelfinale    |
| 12. | Mary Pierce           | Finale          |
| 13. | Magdalena Maleewa     | 1. Runde        |
| 14. | Zina Garrison-Jackson | 1. Runde        |
| 15. | Helena Suková         | 3. Runde        |
| 16. | Sabine Hack           | Viertelfinale   |

## Herrendoppel

### Setzliste
| Nr. | Paarung                         | Erreichte Runde |
| --- | ------------------------------- | --------------- |
| 01. | Grant Connell Patrick Galbraith | Halbfinale      |
| 02. | Byron Black Jonathan Stark      | Sieg            |
| 03. | Jacco Eltingh Paul Haarhuis     | Viertelfinale   |
| 04. | Todd Woodbridge Mark Woodforde  | Viertelfinale   |
| 05. | Tom Nijssen Cyril Suk           | Achtelfinale    |
| 06. | David Adams Andrei Olchowski    | Halbfinale      |
| 07. | Henrik Holm Anders Järryd       | 2. Runde        |
| 08. | Patrick McEnroe Richey Reneberg | Achtelfinale    |

| Nr. | Paarung                            | Erreichte Runde |
| --- | ---------------------------------- | --------------- |
| 09. | Hendrik Jan Davids Piet Norval     | 1. Runde        |
| 10. | Marc-Kevin Goellner Javier Sánchez | 2. Runde        |
| 11. | Jewgeni Kafelnikow David Rikl      | 2. Runde        |
| 12. | Jan Apell Jonas Björkman           | Finale          |
| 13. | Luke Jensen Murphy Jensen          | Achtelfinale    |
| 14. |                                    | Rückzug         |
| 15. |                                    | Rückzug         |
| 16. | Ken Flach Scott Melville           | 1. Runde        |

## Damendoppel

### Setzliste
| Nr. | Paarung                                  | Erreichte Runde |
| --- | ---------------------------------------- | --------------- |
| 01. | Gigi Fernández Natallja Swerawa          | Sieg            |
| 02. | Jana Novotná Arantxa Sánchez Vicario     | Rückzug         |
| 03. | Patty Fendick Meredith McGrath           | Achtelfinale    |
| 04. | Manon Bollegraf Martina Navratilova      | Achtelfinale    |
| 05. | Pam Shriver Elizabeth Smylie             | 2. Runde        |
| 06. | Katrina Adams Helena Suková              | 1. Runde        |
| 07. | Lori McNeil Rennae Stubbs                | Achtelfinale    |
| 08. | Mary Joe Fernández Zina Garrison-Jackson | Achtelfinale    |

| Nr. | Paarung                            | Erreichte Runde |
| --- | ---------------------------------- | --------------- |
| 09. | Amanda Coetzer Inés Gorrochategui  | Halbfinale      |
| 10. | Natalija Medwedjewa Larisa Neiland | Viertelfinale   |
| 11. | Lindsay Davenport Lisa Raymond     | Finale          |
| 12. | Sandra Cecchini Patricia Tarabini  | Achtelfinale    |
| 13. | Jill Hetherington Shaun Stafford   | 1. Runde        |
| 14. | Laura Golarsa Mercedes Paz         | 2. Runde        |
| 15. | Julie Halard Nathalie Tauziat      | Halbfinale      |
| 16. | Jenny Byrne Rachel McQuillan       | Achtelfinale    |

## Mixed

### Setzliste
| Nr. | Paarung                             | Erreichte Runde |
| --- | ----------------------------------- | --------------- |
| 01. | Grant Connell Natallja Swerawa      | 2. Runde        |
| 02. | Cyril Suk Gigi Fernández            | Viertelfinale   |
| 03. | Todd Woodbridge Helena Suková       | Halbfinale      |
| 04. | Byron Black Pam Shriver             | 2. Runde        |
| 05. | Mark Woodforde Martina Navratilova  | Achtelfinale    |
| 06. | Tom Nijssen Manon Bollegraf         | 2. Runde        |
| 07. | Andrei Olchowski Larisa Neiland     | Finale          |
| 08. | Patrick Galbraith Jill Hetherington | Viertelfinale   |

| Nr. | Paarung                              | Erreichte Runde |
| --- | ------------------------------------ | --------------- |
| 09. | David Adams Katrina Adams            | 2. Runde        |
| 10. | Rick Leach Lisa Raymond              | Achtelfinale    |
| 11. | Paul Haarhuis Natalija Medwedjewa    | Viertelfinale   |
| 12. | Javier Sánchez Inés Gorrochategui    | Achtelfinale    |
| 13. | Sergio Casal Arantxa Sánchez Vicario | Achtelfinale    |
| 14. | Scott Melville Meredith McGrath      | Halbfinale      |
| 15. | Emilio Sánchez Vicario Rennae Stubbs | 2. Runde        |
| 16. | Ken Flach Julie Richardson           | 2. Runde        |